# Kaplanei 8 (Quedlinburg)

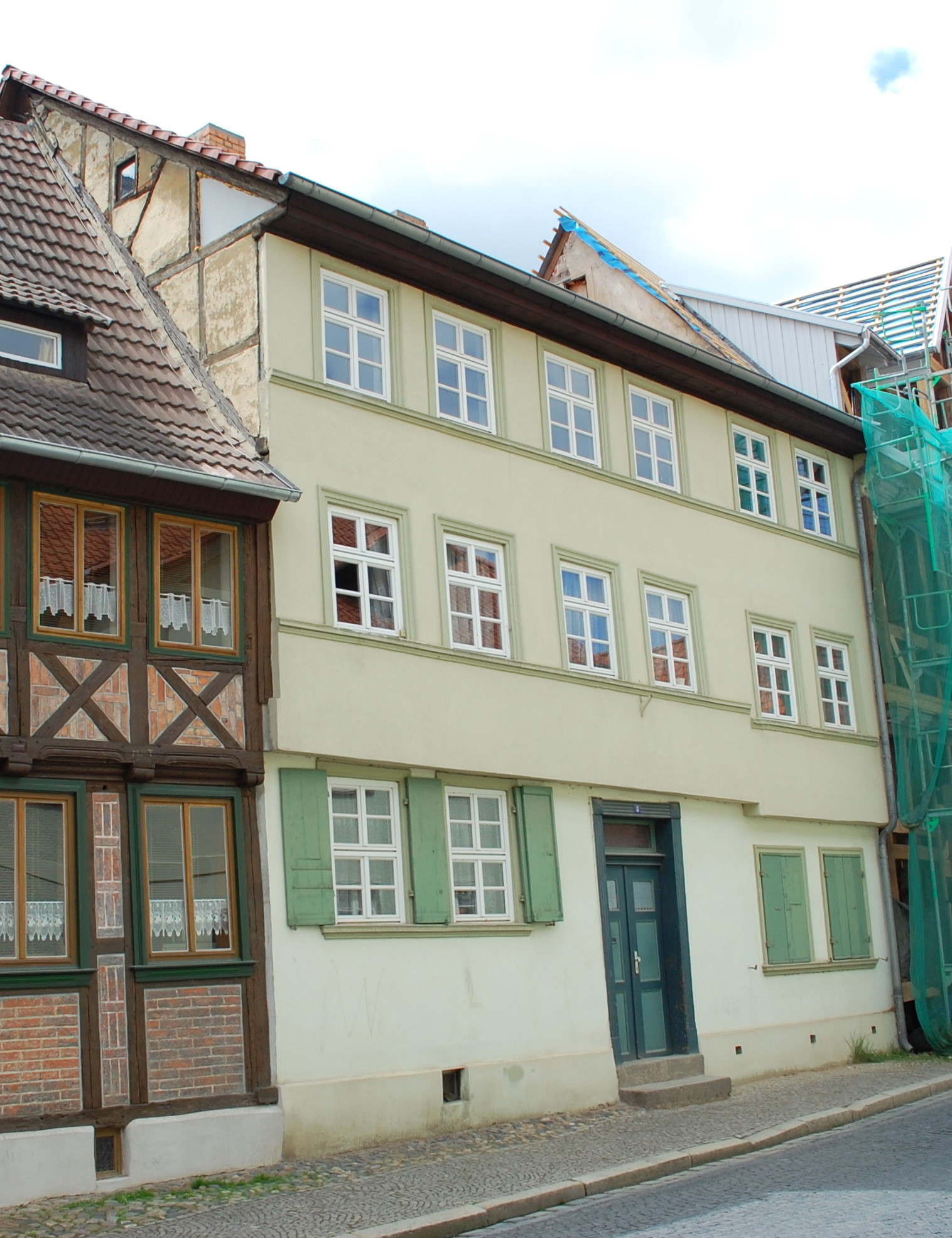
Kaplanei 8

Das Haus Kaplanei 8 ist ein denkmalgeschütztes Gebäude in der Stadt Quedlinburg in Sachsen-Anhalt.

## Lage
Das Gebäude liegt in der historischen Quedlinburger Neustadt. Das im Quedlinburger Denkmalverzeichnis eingetragene Wohnhaus gehört zum UNESCO-Weltkulturerbe. Östlich grenzt das Haus Kaplanei 7 und westlich Kaplanei 9 an. Beide sind ebenfalls denkmalgeschützt.

## Architektur und Geschichte
Im Jahr 1669 errichtete der Quedlinburger Zimmermeister Peter Dünnehaupt das Gebäude als zweigeschossiges Fachwerkhaus. Auf Dünnehaupt verwies die Inschrift M.BETER DUNNEHEUPT. In der Zeit um 1820 fand ein Umbau im Stil des Klassizismus statt. In diesem Zusammenhang wurde das Haus aufgestockt, so dass es heute über drei Geschosse verfügt. Zugleich wurde die Fassade verputzt und erhielten die Brüstungsgesimse und die Fenster Stuckrahmen.